# Tarra White
Tarra White, pseudonimo di Martina Hlavacs Mrakviová (Ostrava, 19 novembre 1987), è un'attrice pornografica e regista pornografica ceca.
È stata una performer per Private Media Group.

## Biografia e carriera
Tarra White a cinque anni di età voleva già essere una stripper professionista facendo pratica nella sua camera da letto. A tredici anni decide di diventare una pornostar e fa pratica con le scarpe a tacco alto della madre. Tarra perse la sua verginità a sedici anni.
Tarra entra nel settore dei film per adulti per il suo diciottesimo compleanno, mentre era ancora al liceo. Ha girato la sua prima scena con Robert Rosenberg in pubblico di fronte all'Università Carolina. Tarra cura un blog per la serie Private Sexclusive, aggiornato ogni due settimane con notizie e foto
Dal maggio 2008, Tarra White, con il suo vero nome Martina Mrakviová, è una delle giornaliste di News Red (un programma in cui le giornaliste si spogliano mentre leggono le notizie, simile a Naked News), su un sito web gestito da TV Nova
Secondo il sito IAFD, la sua carriera di attrice si è svolta negli anni dal 2005 al 2021. Tra il 2012 ed il 2013, inoltre, ha diretto 19 film.

## Vita privata
Il 17 maggio 2014, Tarra ha dato alla luce una figlia, Charlotta.

## Riconoscimenti
- AVN Awards
  - 2014 – Best Sex Scene In A Foreign Shot Production per The Ingenous con Aleska Diamond, Anna Polina, Angel Piaff, Rita e Mike Angelo[9]
- Altri riconoscimenti
  - 2006 Golden Star (Prague Erotica Show) – Best Starlet[5]
  - 2007 Golden Star – Best Czech Republic Porn Actress[5]
  - 2008 FICEB Ninfa Award – Best Supporting Actress – Wild Waves[10]
  - 2009 Hot D'Or – Best European Female Performer[11]
  - 2009 Hot D'Or – Best European Actress – Billionaire[11]
  - 2010 Erotixxx Award – Best International Actress
  - 2010 AVN Award Nomination — Best Sex Scene in a Foreign-Shot Production — Tarra White: Pornochic 17z[12]
  - 2010 AVN Award Nomination — Female Foreign Performer of the Year[12]
  - 2011 XBIZ Awards Nomination — Foreign Female Performer of the Year[13]

## Filmografia
- Cum Crazy Teens 1 (2005)
- Amazing POV Sluts 5 (2006)
- Bi Maxx 2 (2006)
- Claudia's Holiday 2006 (2006)
- Cotton Panties 1 (2006)
- Cream Pie for the Straight Girl 4 (2006)
- Cum Crazy Teens 4 (2006)
- Cum Filled Throats 14 (2006)
- Cute Little Asses 2 (2006)
- Dripping Creampies 2 (2006)
- Drunk Sex Orgy: Bangsta's Paradise (2006)
- Dude Your Girlfriend Is In A Porno 3 (2006)
- High Class Ass (2006)
- It Takes 3 To DP 3 (2006)
- Just 18 6 (2006)
- Lip Lickers 7 (2006)
- Mad Sex Party: Splash Bang and Hot Tub Club (2006)
- Meet The Fuckers 5 (2006)
- My Sexy Kittens 12 (2006)
- Perfect Teen 3 (2006)
- Pink Treats (2006)
- Semen Shots 9 (2006)
- Sexy Santa (2006)
- Squirt Quenchers (2006)
- Teen Tryouts Audition 45 (2006)
- Teen Tryouts Audition 47 (2006)
- Throat Bangers 11 (2006)
- Top Model (2006)
- XXX Teens 6 (2006)
- Angel Perverse 8 (2007)
- Bekannelser 2 (new) (2007)
- Big Toys No Boys 5 (2007)
- Blow Banged 3 (2007)
- Cotton Panties 4 (2007)
- Cum Crazy Teens 5 (2007)
- Cum Filled Throats 18 (2007)
- Cum Hungry Leave Full 4 (2007)
- Drunk Sex Orgy: Blue Jean Babes (2007)
- Drunk Sex Orgy: Kickbox Cumbath (2007)
- Evil Anal 4 (2007)
- Fuck It Like It's Hot (2007)
- Gent 10 (2007)
- Gent 12 (2007)
- Gent 13 (2007)
- Girls on Girls 11 (2007)
- Hey Gang Teach Me To Bang 5 (2007)
- Hi Speed Sex 1 (2007)
- Ibiza Fucking Island (2007)
- Kinky Cock Tales (2007)
- Lolitas in Paradise (2007)
- Mad Sex Party: Mega Wet (2007)
- My Sexy Kittens 16 (2007)
- Oh Boy That's A Big Toy 4 (2007)
- Pasion (2007)
- POV Centerfolds 5 (2007)
- Private Exotic 1: Sluts of the Caribbean (2007)
- Private Exotic 2: Madagascar Sex Resort (2007)
- Private Exotic 3: Sexual Revenge in the Tropics (2007)
- Private Tropical 34: Caribbean Sex Conspiracy (2007)
- Sex in Ibiza (2007)
- Skjut and Sprut (2007)
- Slutty and Sluttier 4 (2007)
- Teeny Hot Spots 4 (2007)
- Viper's Kiss (2007)
- Yasmine: Behind Bars (2007)
- Young and Tasty 5 (2007)
- 18 Years + 1 Day 2 (2008)
- Absolute Paradise (2008)
- Cherry (2008)
- Clara's Secret (2008)
- Crazy About The Blond (2008)
- Defend Our Porn (2008)
- Dorcel Airlines: Flight No. DP 69 (2008)
- Drunk Sex Orgy: Pussy Blizzard (2008)
- Drunk Sex Orgy: Pussy Casino (2008)
- Great Big Boobies 4 (2008)
- Home and Alone 2 (2008)
- Lesbians In The Tropics (2008)
- Party Babes (2008)
- Pirate Fetish Machine 32: Anal Motor Bitches (2008)
- Private Exotic 4: Tropical Top Model (2008)
- Private Tropical 35: Sex and Lies in the Caribbean (2008)
- Private Tropical 36: Anal Tropical Gonzo (2008)
- Private Tropical 39: On Vacation with My Slut Sister (2008)
- Private Tropical 40: Boroka Does The Caribbean (2008)
- Ritual (2008)
- Russian Institute: Lesson 11: Pony Club (2008)
- Sporty Teens 5 (2008)
- Teenage Girl Squad 3 (2008)
- Teeny Splash 5 (2008)
- Virgin Dreams 2 (2008)
- Whores D'Oeuvre 2 (2008)
- Wild Waves (2008)
- Anal Buffet 2 (2009)
- Anal Lovers (2009)
- Billionaire 2 (2009)
- Bimbo Club 3: Boobs Sex and Sun (2009)
- Black on White Sex 4 (2009)
- Bordell (2009)
- Burning Ice 5: Tarra (2009)
- Celebrity Sex (2009)
- Club Paradise (2009)
- Dorcel Airlines: Flight to Ibiza (2009)
- Drunk Sex Orgy: October Fuck (2009)
- Drunk Sex Orgy: Satin Skeeters (2009)
- Ete de mes 19 ans (2009)
- Gape Lovers 4 (2009)
- Gent 19 (2009)
- Girls from Prague 2 (2009)
- Lesbian Prison (2009)
- Lesbians In The Tropics 2 (2009)
- Mad Sex Party: Pool Party Pussy Eaters (2009)
- My Sexy Kittens 43 (2009)
- Nurse (2009)
- Passion (2009)
- Pornochic 17: Tarra (2009)
- Private Fetish 5: Booted Sexy Bitches (2009)
- Private Gold 106: Sluts And The City (2009)
- Private Life of Jennifer Love 3 (2009)
- Private Specials 26: Dressed To Cum (2009)
- Private Tropical 42: TropicAnal Flashbacks (2009)
- Rocco: Animal Trainer 27 (2009)
- Rocco: Puppet Master 5 (2009)
- Rocco's Back (2009)
- Secretaries 2 (2009)
- Solo X Mio Figlio (2009)
- Tarra's Sex Tape (2009)
- Teen Euro 3 (2009)
- Teens Violated (2009)
- Toubib a des gros seins (2009)
- 7 Infirmières Gourmandes (2010)
- Anal Devastation 4 (2010)
- Barcelona Chic (2010)
- Big Tits Boss 14 (2010)
- D Cup 9 (2010)
- Dawn Rising (2010)
- Drunk Sex Orgy: Xxx Rip Fest (2010)
- Evil Anal 11 (2010)
- French Maid Service 3: Special Stars (2010)
- Fuck V.I.P. Fury (2010)
- Funny Sex Games (2010)
- Gape Lovers 5 (2010)
- Just Girls (2010)
- Laly's Angels (2010)
- Les Filles de la Campagne (2010)
- Mere et sa fille (2010)
- My Sexy Kittens 47 (2010)
- Myth Magic and Mystery of Breasts (2010)
- Naughty Athletics 10 (2010)
- Nerdsworld (2010)
- Nurses in Nylons (2010)
- Private Gold 110: Miss Private - Battle Of The Big Boobs (2010)
- Private Movies 49: The Consultant (2010)
- Rich Little Bitch (2010)
- Rocco's Bitch Party (2010)
- Russian Institute: Lesson 14: Anal Lesson (2010)
- Secretaire (2010)
- Slutty and Sluttier 11 (2010)
- Sofia Gucci vs. Fernando - Il Prezzo del Successo (2010)
- Summer of My 19th Year (2010)
- Teen-O-Rama (2010)
- Tori Tarra and Bobbi Love Rocco (2010)
- Young Private Secretaries Office Sex Party (2010)
- Best of Porn Superstar POV (2011)
- British Heat (2011)
- D Cup 12 (2011)
- Drunk Sex Orgy: 7th Anniversary Party (2011)
- Drunk Sex Orgy: Bob's B-Day Bash (2011)
- Drunk Sex Orgy: Freaky Fuckers (2011)
- French Farm Girls (2011)
- Inglorious Bitches (2011)
- Les Avocates Grimpent Au Barreau (2011)
- Ma première orgie (2011)
- Million Dollar Hoax (2011)
- Mission Asspossible (2011)
- Mr. Big Dicks Hot Chicks 7 (2011)
- Nights At The Museum (2011)
- Orgasmatics 1 (2011)
- Orgasmatics 10 (2011)
- Orgasmatics 11 (2011)
- Orgy: The XXX Championship (2011)
- Piccanti Trasgressioni (2011)
- Private Gold 119: Sex On Board (2011)
- Private Gold 121: Adventures on the Lust Boat (2011)
- Rocco's X-Treme Gapes 1 (2011)
- Sex with Lingerie Divas 1 (2011)
- Slime Wave 10 (2011)
- Slime Wave 3 (2011)
- Top Wet Girls 9 (2011)
- Woodman Casting X 91 (2011)
- Young and Cravin' Cum 2 (2011)
- Bachelorette Party in the Caribbean (2012)
- Borata (2012)
- Double Protection 1 (2012)
- In Anal Sluts We Trust 4 (2012)
- Last Shag (2012)
- Natural Wonders of the World 71 (2012)
- Osterglocken (2012)
- Private Gold 131: Swinger's Club Prive 1 (2012)
- Private Gold 136: Anal Illusion (2012)
- Private Gold 144: Euro Pornstar Fuckfest (2012)
- Private Specials 53: Sex Boat 1 (2012)
- Rocco's Abbondanza 2: Big Boob Bonanza (2012)
- Slime Wave 11 (2012)
- Une affaire de Famille (2012)
- Young Girls Play Dirty (2012)
- Bitches in Uniform 2 (2013)